# Bystriagi (stacja kolejowa w Karelii)
Bystriagi (ros. Быстряги, krl. Bistr'agi) – stacja kolejowa w miejscowości Bystriagi, w rejonie siegieżskim, w Karelii, w Rosji. Położona jest na linii Wołchow - Murmańsk.